# WWWA世界タッグ王座
WWWA世界タッグ王座（スリーダブリュー・エーせかいタッグおうざ）は、全日本女子プロレスが管理、WWWAが認定していた王座。「WWWA」は「World Women's Wrestling Association（世界女子レスリング協会）」の略。

## 歴史
1971年、WWWAが王座認定組織「AGWA」を吸収。6月30日、WWWAが最後のAGWAインターコンチネンタルタッグ王者であった京愛子&ジャンボ宮本組を初代王者に認定。同日、全日本女子の放映権を持っていたNETテレビの番組「23時ショー」で京&宮本組対パティ・オハラ&テキサス・レッド組戦が放送されて、勝利した京&宮本組の初代王者認定式が行われたが試合に対する不満を理由に返上。7月1日、京&宮本組対オハラ&レッド組による第2代王座決定戦が行われてオハラ&レッド組が第2代王者になった。
創設当初は毎興行のようにタイトルマッチが行われる「お飾り」の要素が強いものだったが、後に価値の向上が図られてビューティ・ペアが登場して以降の女子プロレスブームの際には「最高峰のタッグ王座」と呼ばれていた。
ほとんどのタイトルマッチが60分3本勝負で行われていた。ただし、王座決定戦は60分1本勝負で行われる場合もあった。
2005年4月17日、全日本女子プロレスの解散により封印。

## 歴代王者
| 歴代    | タッグチーム                                           | 戴冠回数 | 獲得日付       | 獲得場所 （対戦相手・その他）                                                                               |
| ------- | ------------------------------------------------------ | -------- | -------------- | --- |
| 初代    | 京愛子&ジャンボ宮本                                    | 1        | 1971年6月30日  | NETスタジオ WWWAが王者に認定 1971年6月30日のパティ・オハラ&テキサス・レッド戦で試合に対する不満を理由に返上 |
| 第2代   | パティ・オハラ&テキサス・レッド                        | 1        | 1971年7月1日   | 大田区体育館 京愛子&ジャンボ宮本                                                                            |
| 第3代   | ジャンボ宮本&マキシ村田                                | 1        | 1971年7月6日   | 福山市体育館                                                                                                |
| 第4代   | マリー・バグノン&ジェーン・シャーレル                  | 1        | 1971年9月30日  | 川崎市体育館                                                                                                |
| 第5代   | 京愛子&ジャンボ宮本                                    | 2        | 1971年10月5日  | 千葉県体育館                                                                                                |
| 第6代   | マリー・バグノン&ジェーン・シャーレル                  | 2        | 1971年10月6日  | 新潟市体育館                                                                                                |
| 第7代   | ジャンボ宮本&星野美代子                                | 1        | 1971年10月30日 | 岡山武道館                                                                                                  |
| 第8代   | マスクド・リー&シャロン・リー                          | 1        | 1972年3月15日  | 愛知県体育館                                                                                                |
| 第9代   | ジャンボ宮本&星野美代子                                | 2        | 1972年3月21日  | 長崎市体育館                                                                                                |
| 第10代  | マスクド・リー&フラワー・パワー                        | 1        | 1972年4月25日  | 広島県立体育館                                                                                              |
| 第11代  | ジャンボ宮本&星野美代子                                | 3        | 1972年4月26日  | 大阪府立体育館                                                                                              |
| 第12代  | マスクド・リー&オパール・アンストン                    | 1        | 1972年7月22日  | 入間市青果市場                                                                                              |
| 第13代  | 京愛子&ジャンボ宮本                                    | 3        | 1972年7月26日  | 春日部駅前広場                                                                                              |
| 第14代  | マスクド・リー&シルビア・ハックニー                    | 1        | 1972年9月18日  | 室蘭市新日鐵体育館                                                                                          |
| 第15代  | ジャンボ宮本&赤城マリ子                                | 1        | 1972年10月11日 | 熊本市体育館                                                                                                |
| 第16代  | マスクド・リー&パナマ・フランコ                        | 1        | 1972年11月7日  | 豊田市体育館                                                                                                |
| 第17代  | ジャンボ宮本&赤城マリ子                                | 1        | 1972年11月17日 | 川崎市体育館                                                                                                |
| 第18代  | マスクド・リー&プリンセス・ウォー・スター              | 1        | 1973年1月24日  | 四日市市体育館                                                                                              |
| 第19代  | ジャンボ宮本&赤城マリ子                                | 2        | 1973年2月2日   | 岡山武道館                                                                                                  |
| 第20代  | マスクド・リー&ジャッキー・ウエスト                    | 1        | 1973年3月17日  | 和歌山県立体育館                                                                                            |
| 第21代  | ジャンボ宮本&赤城マリ子                                | 3        | 1973年3月22日  | 広島県立体育館                                                                                              |
| 第22代  | マスクド・リー&サンディ・パーカー                      | 1        | 1973年6月11日  | 佐世保市体育館                                                                                              |
| 第23代  | ジャンボ宮本&赤城マリ子                                | 4        | 1973年6月25日  | 大船渡青果市場                                                                                              |
| 第24代  | マスクド・リー&サンディ・パーカー                      | 2        | 1973年7月17日  | 横浜文化体育館                                                                                              |
| 第25代  | ジャンボ宮本&赤城マリ子                                | 5        | 1973年7月24日  | 愛知県体育館                                                                                                |
| 第26代  | マスクド・リー&リタ・マレス                            | 1        | 1973年9月7日   | 長崎国際体育館                                                                                              |
| 第27代  | 星野美代子&ペギー黒田                                  | 1        | 1973年9月30日  | 姫路厚生会館                                                                                                |
| 第28代  | マスクド・リー&ワニタ・デ・ホヨス                      | 1        | 1973年10月8日  | 都城市体育館                                                                                                |
| 第29代  | 赤城マリ子&ペギー黒田                                  | 2        | 1973年10月12日 | 熊本市体育館                                                                                                |
| 第30代  | サラ・リー&シルビア・ハックニー                        | 1        | 1973年11月16日 | 福島県体育館                                                                                                |
| 第31代  | 赤城マリ子&ペギー黒田                                  | 3        | 1973年12月4日  | 大阪府立体育館                                                                                              |
| 第32代  | シャロン・リー&ジャッキー・ウエスト                    | 1        | 1974年1月7日   | 新潟県体育館                                                                                                |
| 第33代  | 赤城マリ子&ペギー黒田                                  | 4        | 1974年1月17日  | 鹿児島県体育館                                                                                              |
| 第34代  | シャロン・リー&ジャッキー・ウエスト                    | 2        | 1974年2月15日  | 広島県立体育館                                                                                              |
| 第35代  | 赤城マリ子&佐々木順子                                  | 1        | 1974年2月16日  | 尾道市体育館                                                                                                |
| 第36代  | パーラ・ニエト&ジャッキー・ウエスト                    | 1        | 1974年3月21日  | 東大阪市立中央体育館                                                                                        |
| 第37代  | 赤城マリ子&佐々木順子                                  | 2        | 1974年3月22日  | 和歌山県体育館                                                                                              |
| 第38代  | パーラ・ニエト&ジャッキー・ウエスト                    | 2        | 1974年4月6日   | 富山市体育館                                                                                                |
| 第39代  | ペギー黒田&佐々木順子                                  | 1        | 1974年4月24日  | 熊本市体育館                                                                                                |
| 第40代  | ジーン・アントン&サンディ・パーカー                    | 1        | 1974年5月16日  | 静岡駿府会館                                                                                                |
| 第41代  | ペギー黒田&佐々木順子                                  | 2        | 1974年5月21日  | 高知県民体育館                                                                                              |
| 第42代  | ベティ・ニコライ&サンディ・パーカー                    | 1        | 1974年6月3日   | 岐阜市民センター 1974年6月返上                                                                              |
| 第43代  | 赤城マリ子&佐々木順子                                  | 3        | 1974年6月5日   | 愛知県体育館 ジーン・アントン&サンディ・パーカー                                                            |
| 第44代  | ベティ・ニコライ&サンディ・パーカー                    | 2        | 1974年6月14日  | 盛岡体育館                                                                                                  |
| 第45代  | ジャンボ宮本&佐々木順子                                | 1        | 1974年6月28日  | 秩父宮記念体育館                                                                                            |
| 第46代  | ベティ・ニコライ&サンディ・パーカー                    | 3        | 1974年6月29日  | 伊勢原市青果市場                                                                                            |
| 第47代  | 赤城マリ子&佐々木順子                                  | 4        | 1974年7月9日   | 大阪府立体育館                                                                                              |
| 第48代  | ベティ・ニコライ&サンディ・パーカー                    | 4        | 1974年7月21日  | 滝川市青少年体育センター                                                                                    |
| 第49代  | 柳みゆき&赤城マリ子                                    | 1        | 1974年7月28日  | 室蘭市新日鐵体育館                                                                                          |
| 第50代  | ジーン・アントン&サンディ・パーカー                    | 1        | 1974年7月30日  | 水沢市体育館                                                                                                |
| 第51代  | ジャンボ宮本&赤城マリ子                                | 6        | 1974年8月5日   | 大田区体育館                                                                                                |
| 第52代  | パナマ・フランコ&ジャッキー・ウエスト                  | 1        | 1974年8月24日  | 九電記念体育館                                                                                              |
| 第53代  | ジャンボ宮本&赤城マリ子                                | 7        | 1974年9月3日   | 広島県立体育館                                                                                              |
| 第54代  | ジェーン・シャーレル&ジャッキー・ウエスト              | 1        | 1974年9月29日  | 御坊市体育館                                                                                                |
| 第55代  | ジャンボ宮本&佐々木順子                                | 2        | 1974年10月2日  | 高松市体育館                                                                                                |
| 第56代  | ミスZ&ジェーン・シャーレル                             | 1        | 1974年10月31日 | 徳山市体育館                                                                                                |
| 第57代  | 赤城マリ子&佐々木順子                                  | 5        | 1974年11月20日 | 松本市体育館                                                                                                |
| 第58代  | ミスZ&シルビア・ハックニー                             | 1        | 1975年1月9日   | 千葉公園体育館 1975年2月にシルビア・ハックニーがWWWA世界シングル王座に挑戦するため返上                      |
| 第59代  | ジャンボ宮本&赤城マリ子                                | 8        | 1975年3月1日   | 足立区体育館 シャロン・リー&シルビア・ハックニー                                                            |
| 第60代  | リーナ・マニャーニ&ローラ・ガルシア                    | 1        | 1975年4月3日   | 福井市体育館                                                                                                |
| 第61代  | 赤城マリ子&マッハ文朱                                  | 1        | 1975年4月15日  | 愛知県体育館 1975年7月31日にマッハ文朱が負傷のため返上                                                      |
| 第62代  | 赤城マリ子&マッハ文朱                                  | 2        | 1975年9月18日  | 熊本市体育館 1976年2月にマッハ文朱が引退のため返上                                                          |
| 第63代  | ビューティ・ペア （ジャッキー佐藤&マキ上田）           | 1        | 1976年2月24日  | 後楽園ホール ソニア・オリアーナ&シルビア・ハックニー                                                        |
| 第64代  | ユカリ・レンチ&ジャッキー・ウエスト                    | 1        | 1976年5月27日  | 川崎市体育館 1976年6月にユカリ・レンチが異種格闘技戦に専念するため返上                                      |
| 第65代  | ビューティ・ペア （ジャッキー佐藤&マキ上田）           | 2        | 1976年7月17日  | 田園コロシアム 1977年3月18日の池下ユミ&阿蘇しのぶ戦後に王座預かり                                           |
| 第66代  | ブラック・ペア （池下ユミ&阿蘇しのぶ）                 | 1        | 1977年4月11日  | 広島県立体育館 ジャッキー佐藤&マキ上田                                                                      |
| 第67代  | ジャッキー佐藤&ナンシー久美                            | 1        | 1977年7月29日  | 田園コロシアム 1977年11月1日にジャッキー佐藤がWWWA世界シングル王座を獲得したため返上                        |
| 第68代  | ゴールデン・ペア （ナンシー久美&ビクトリア富士美）     | 1        | 1978年2月6日   | 大阪府立体育会館 赤城マリ子&シルバー・サタン                                                                |
| 第69代  | クイーンエンジェルス （トミー青山&ルーシー加山）       | 1        | 1978年8月9日   | 日本武道館                                                                                                  |
| 第70代  | ブラック・ペア （池下ユミ&マミ熊野）                   | 2        | 1979年4月6日   | 後楽園ホール                                                                                                |
| 第71代  | ナンシー久美&ルーシー加山                              | 1        | 1980年2月5日   | 大阪府立体育館                                                                                              |
| 第72代  | 横田利美&堀あゆみ                                      | 1        | 1980年12月17日 | 愛知県体育館 1981年1月4日に横田利美がWWWA世界シングル王座に挑戦するため返上                                 |
| 第73代  | ナンシー久美&堀あゆみ                                  | 1        | 1981年2月25日  | 横浜文化体育館 デビル雅美&マミ熊野                                                                          |
| 第74代  | ミミ萩原&大森ゆかり                                    | 1        | 1981年11月9日  | 沖縄県立奥武山公園体育館                                                                                    |
| 第75代  | デビル雅美&タランチェラ                                | 1        | 1982年8月10日  | 福山市体育館 1983年空位                                                                                     |
| 第76代  | ダイナマイト・ギャルズ （ジャンボ堀&大森ゆかり）       | 1        | 1983年6月17日  | 旭川市総合体育館常磐分館 デビル雅美&タランチェラ                                                            |
| 第77代  | クラッシュ・ギャルズ （ライオネス飛鳥&長与千種）       | 1        | 1984年8月25日  | 後楽園ホール                                                                                                |
| 第78代  | ダンプ松本&クレーン・ユウ                              | 1        | 1985年2月25日  | 大田区体育館 1985年4月にクレーン・ユウが引退のため返上                                                      |
| 第79代  | クラッシュ・ギャルズ （ライオネス飛鳥&長与千種）       | 2        | 1985年5月16日  | 大宮スケートセンター ダンプ松本&ブル中野 1985年12月に長与千種が負傷のため返上                               |
| 第80代  | ジャンピング・ボム・エンジェルス （山崎五紀&立野記代） | 1        | 1986年1月5日   | 後楽園ホール ブル中野&コンドル斉藤                                                                          |
| 第81代  | クラッシュ・ギャルズ （ライオネス飛鳥&長与千種）       | 3        | 1986年3月20日  | 大阪城ホール                                                                                                |
| 第82代  | ダンプ松本&ブル中野                                    | 1        | 1986年8月23日  | 川崎市体育館 1987年空位                                                                                     |
| 第83代  | 宇野久子&堀田祐美子                                    | 1        | 1987年4月15日  | 大田区体育館 レイラニ・カイ&ジュディ・マーティン                                                            |
| 第84代  | レッドタイフーンズ （小倉由美&永堀一恵）               | 1        | 1987年4月27日  | 大阪府立体育会館                                                                                            |
| 第85代  | ブル中野&コンドル斉藤                                  | 1        | 1987年10月20日 | 大田区体育館 1988年1月5日の堀田祐美子&西脇充子戦後に空位                                                    |
| 第86代  | ブル中野&グリズリー岩本                                | 1        | 1988年2月25日  | 川崎市体育館 堀田祐美子&西脇充子                                                                            |
| 第87代  | ファイヤージェッツ （堀田祐美子&西脇充子）             | 1        | 1988年7月19日  | 大田区体育館                                                                                                |
| 第88代  | カルガリータイフーンズ （小倉由美&小松美加）           | 1        | 1988年8月25日  | 川崎市体育館                                                                                                |
| 第89代  | クラッシュ・ギャルズ （ライオネス飛鳥&長与千種）       | 4        | 1989年3月4日   | 後楽園ホール 1989年5月6日に長与千種が引退のため返上                                                         |
| 第90代  | マリンウルフ （北斗晶&みなみ鈴香）                     | 1        | 1989年6月18日  | 後楽園ホール グリズリー岩本&バイソン木村                                                                    |
| 第91代  | ファイヤージェッツ （堀田祐美子&西脇充子）             | 2        | 1989年7月19日  | 大田区体育館                                                                                                |
| 第92代  | アジャコング&グリズリー岩本                            | 1        | 1989年12月9日  | 後楽園ホール                                                                                                |
| 第93代  | マリンウルフ （北斗晶&みなみ鈴香）                     | 2        | 1990年2月9日   | 大阪府立体育会館                                                                                            |
| 第94代  | アジャコング&バイソン木村                              | 1        | 1990年12月9日  | 後楽園ホール 1991年1月11日のブル中野&井上京子戦後に返上                                                     |
| 第95代  | アジャコング&バイソン木村                              | 2        | 1992年1月5日   | 後楽園ホール 堀田祐美子&北斗晶                                                                              |
| 第96代  | 豊田真奈美&山田敏代                                    | 4        | 1992年3月20日  | 後楽園ホール                                                                                                |
| 第97代  | ダイナマイト関西&尾崎魔弓                              | 1        | 1993年4月11日  | 大阪府立体育会館                                                                                            |
| 第98代  | 豊田真奈美&山田敏代                                    | 3        | 1993年12月6日  | 両国国技館                                                                                                  |
| 第99代  | W井上 （井上京子&井上貴子）                            | 1        | 1994年10月9日  | 川崎市体育館 1995年1月3日に第100代王座決定トーナメントを推奨して返上                                        |
| 第100代 | W井上 （井上京子&井上貴子）                            | 2        | 1995年3月21日  | 大阪城ホール 豊田真奈美&長谷川咲恵                                                                          |
| 第101代 | 北斗晶&下田美馬                                        | 1        | 1995年9月24日  | 川崎市体育館                                                                                                |
| 第102代 | W井上 （井上京子&井上貴子）                            | 3        | 1996年1月22日  | 大田区体育館                                                                                                |
| 第103代 | スイートハーツ （豊田真奈美&下田美馬）                 | 1        | 1996年6月22日  | 札幌中島スポーツセンター                                                                                    |
| 第104代 | 渡辺智子&前川久美子                                    | 1        | 1997年1月20日  | 大田区体育館                                                                                                |
| 第105代 | 三田英津子&下田美馬                                    | 1        | 1997年6月18日  | 札幌中島スポーツセンター 1998年1月9日返上                                                                   |
| 第106代 | ZAP-I&ZAP-T                                            | 1        | 1998年4月12日  | 後楽園ホール 井上貴子&前川久美子                                                                            |
| 第107代 | 三田英津子&下田美馬                                    | 2        | 1999年7月10日  | フジテレビ屋上庭園                                                                                          |
| 第108代 | 渡辺智子&前川久美子                                    | 2        | 1999年12月8日  | 国立代々木競技場第二体育館 2000年5月20日返上                                                                |
| 第109代 | ナナモモ （高橋奈苗&中西百重）                         | 1        | 2000年7月16日  | フジテレビ屋上庭園 下田美馬&三田英津子                                                                      |
| 第110代 | 三田英津子&下田美馬                                    | 3        | 2001年1月4日   | 後楽園ホール                                                                                                |
| 第111代 | 渡辺智子&高橋奈苗                                      | 1        | 2001年7月27日  | 国立代々木競技場第二体育館                                                                                  |
| 第112代 | 井上貴子&風間ルミ                                      | 1        | 2002年1月4日   | 後楽園ホール                                                                                                |
| 第113代 | ナナモモ （高橋奈苗&中西百重）                         | 2        | 2002年7月6日   | 大田区体育館                                                                                                |
| 第114代 | 三田英津子&下田美馬                                    | 4        | 2002年11月29日 | 東京武道館 2002年12月23日に「タッグリーグ・ザ・ベスト」の優勝を逃したのを理由に返上                         |
| 第115代 | 下田美馬&井上貴子                                      | 1        | 2003年1月3日   | 後楽園ホール 中西百重&納見佳容                                                                              |
| 第116代 | 三田英津子&高橋奈苗                                    | 1        | 2003年4月20日  | 後楽園ホール                                                                                                |
| 第117代 | 渡辺智子&前川久美子                                    | 2        | 2003年6月1日   | 札幌テイセンホール                                                                                          |
| 第118代 | W井上 （井上京子&井上貴子）                            | 4        | 2003年9月15日  | 後楽園ホール                                                                                                |
| 第119代 | 高橋奈苗&浜田文子                                      | 1        | 2004年1月3日   | 後楽園ホール 2004年6月6日の前川久美子&堀田祐美子戦で仲間割れが起きたため王座預かり                          |
| 第120代 | Wコング （アジャコング&アメージング・コング）          | 1        | 2004年10月6日  | 後楽園ホール 高橋奈苗&Hikaru 2005年4月17日封印                                                              |